# Россия (хоккейный клуб)
Хокке́йный клуб «Росси́я» — команда по хоккею с шайбой, существовавшая в городе Краснокамске Пермской области.

## История

### Чемпионат СССР
В сезоне 1948/1949 годов хоккеисты команды «Бумажник» Камского целлюлозно-бумажного комбинат из города Краснокамска впервые (но неудачно) приняли участие в первенстве РСФСР по 4-й зоне. На следующий сезон команда, получившая название «Красная Звезда», была включена на первенство СССР в класс «Б». Первый официальный матч состоялся 10 декабря 1949 года; на своём поле «бумажники» принимали команду Свердловского района города Молотов (как тогда называлась Пермь). На 13-й минуте нападающий хозяев льда Олег Решетов открыл счёт, но вскоре гости перехватили инициативу и добились победы — 5:1. По итогам первого сезона команда стала 4-й среди 7-ми коллективов во второй зоне, краснокамцы забросили 35 шайб и пропустили в свои ворота 52. В 1950-е и в 1960-е годы команда продолжала оставаться в «середнячках» класса «Б». Так, в сезоне 1954/1955, «Красная Звезда» стала 4-й в своей зоне и 10-й в турнире за 7—12 места, в сезоне 1955/1956 — 2-й в своей зоне, в сезоне 1956/1957 — 4-й в зоне, в сезоне 1957/1958 — 3-й в зоне. В сезоне 1958/1959 команда в своей зоне стала 2-й и уступила в стыковых матчах за выход в финал «Буревестнику» из «Челябинска» 4:6 и 3:6, в сезоне 1959/1960 заняла 5-е место в зоне.
В сезоне 1960/1961 команда выступала под названием «Бумажник». Став 2-й в зональном турнире, в подгруппе «А» финального турнира она уступила все 5 матчей и заняла 6-е место. В сезоне 1961/1962 команда вновь изменила название, на этот раз на «Бумкомбинат», и стала 3-й в зональном турнире. В сезоне 1962/1963 команде вернули название «Красная Звезда». Краснокамцы впервые стали победителями своей зоны (среди 9 команд) и стали вторыми в финальном турнире, набрав в нём по 11 очков с «Дизелистом» из Пензы (с лучшей разницей заброшенных и пропущенных шайб), но уступив ему в дополнительном матче 2:3. В сезоне 1963/1964 команда заняла 4-е место в 3-й зоне класса «Б», в сезоне 1964/1965 — 2-е место среди команд 2-й зоны, но замкнули турнирную таблицу группы «Б» финального турнира.
После начала розыгрыша в 1951 году Кубка СССР принимала участие в его розыгрыше, лучшего результата добившись в 1956 году: в 1/16 финала победив «Спартак» из Куйбышева 4:3, в 1/8 финала — «Торпедо» из Владимира 5:3, и только в 1/4 финала разгромно уступив будущему обладателю кубка — ЦСК МО 0:23.
В 1965 году команда получила название «Россия». В юбилейном 20-м чемпионате СССР она стала 4-й среди 8-ми команд 2-й зоны класса «Б». В последующие полтора десятилетия в классе «Б» в своей зоне команда становилась: в сезоне 1966/1967 — 5-й из 10-ти, в сезоне 1967/1968 — 3-й из 10-ти, в сезоне 1968/1969 — 6-й из 10-ти, в сезоне 1969/1970 — 7-й из 8-ми, в сезоне 1970/1971 — 5-й из 9-ти, в сезоне 1971/1972 — 5-й из 10-ти, в сезоне 1972/1973 — 7-й из 10-ти, в сезоне 1973/1974 — 7-й из 9-ти, в сезоне 1974/1975 — 6-й из 9-ти, в сезоне 1975/1976 — 6-й из 10-ти, в сезоне 1976/1977 — 5-й из 6-ти, в сезоне 1977/1978 — 8-й (последней), в сезоне 1978/1979 — 5-й из 8-ми, в сезоне 1979/1980 — 7-й из 8-ми, в сезоне 1980/1981 — 7-й из 8-ми.
В сезоне 1981/1982 команда победила в 3-й зоне (среди 8-ми соперников) и стала 4-й в финальном турнире класса «Б». После расформирования класса «Б», краснокамские хоккеисты выступали в Первенстве ВДФСО профсоюзов среди КФК, большей частью добиваясь права участия в финальном турнире первенства. В сезоне 1987/1988 команда стала победителем турнира, но в связи с нарушением положения о проведении соревнований у неё было снято снято 6 очков, после чего она заняла 4-е итоговое место. Несмотря на это, команда была квалифицирована к включению во Вторую лигу чемпионата СССР, где в следующем сезоне (1989/1990) стала последней (9-й) в своей 3-й зоне. Следующий сезон (1990/1991) был успешнее: краснокамцы поднялись до 9-го места среди 16 команд Восточной зоны. В сезоне 1990/1991 «Россия» стала 9-й из 14-и команд зоны, в сезоне 1991/1992 (завершённом как Чемпионат СНГ) — 8-й из 15-и.

### Чемпионаты МХЛ и России
С 1992 года команда «Россия» стала участником розыгрыша Открытого первенства России. В сезоне 1992/1993 команда стала 6-й среди 9-ти клубов зоны «Урал», затем перешла в зону «Поволжье», где в сезоне 1993/1994 стал 4-й из 9-ти, в сезоне 1994/1995 — 3-й среди 9-ти и в сезоне 1995/1996 — 5-й среди 8-ти.
После начала розыгрыша Чемпионата России клуб был включён в первую лигу, где в сезоне 1996/1997 стал 12-м (последним) в зоне «Урал — Западная Сибирь», в сезоне 1997/1998 занял предпоследнее 8-е место в зоне «Урал», в сезоне 1998/1999 занял предпоследнее 10-е в зоне «Урал — Западная Сибирь», после чего краснокамская команда перестала заявляться в чемпионат, право организации которого было передано Профессиональной хоккейной лиге.
В настоящее время краснокамская хоккейная команда выступает в чемпионате Пермского края.

## Название
В разные годы команда из Краснокамска выступала под следующими названиями:
- 1948—1949 — «Бумажник»,
- 1949—1960 — «Красная Звезда»,
- 1960—1961 — «Бумажник»,
- 1961—1962 — «Бумкомбинат»,
- 1962—1965 — «Красная Звезда»,
- 1965—1999 — «Россия».

В сезоне 1954/1955 в 3-й зоне Первенства РСФСР играла вторая команда из Краснокамска — «Наука».

## Достижения
- Серебряный призёр чемпионата РСФСР: 1963